# Maximiliano Pereira
Victorio Maximiliano "Maxi" Pereira Páez (født 8. juni 1984 i Montevideo, Uruguay) er en uruguayansk fodboldspiller, der spiller som wingback hos den portugisiske ligaklub FC Porto. Han har spillet for klubben siden 2015. Tidligere har han optrådt for den uruguayanske klub Defensor Sporting samt for SL Benfica.
Med Benfica vandt Pereira i 2010 det portugisiske mesterskab.

## Landshold
Pereira står (pr. april 2018) noteret for hele 124 kampe og tre socringer for Uruguays landshold, som han debuterede for den 26. oktober 2005 i en venskabskamp mod Mexico. Han var en del af den uruguayanske trup der nåede semifinalerne ved Copa América i 2007.

## Titler
Portugisisk Liga
- 2010 med SL Benfica